# Tomasz Jodłowiec
Tomasz Jodłowiec (ur. 8 września 1985 w Żywcu) – polski piłkarz, występujący na pozycji pomocnika. Reprezentant Polski w latach 2008–2016, uczestnik Mistrzostw Europy 2016.

## Kariera klubowa
Jodłowiec jest wychowankiem Koszarawy Żywiec. Piłkarskie szlify zbierał także w szkołach mistrzostwa sportowego w Bielsku-Białej i Łodzi. W 2004 trafił do Widzewa Łódź, który był jego pierwszym profesjonalnym klubem w karierze. Później występował jeszcze w Stali Głowno, Podbeskidziu Bielsko-Biała, a także zaliczył epizod w ŁKS-ie. W 2006 został piłkarzem Dyskobolii Grodzisk Wielkopolski. Z tym klubem, w sezonie 2006/07 sięgnął po Puchar Polski. Było to pierwsze klubowe trofeum w jego karierze. W 2008 wraz ze sprzedaniem klubu z Grodziska Wielkopolskiego trafił ze swoimi kolegami do Polonii Warszawa. Latem 2008 był bliski przejścia do włoskiego SSC Napoli, ale ostatecznie do transferu nie doszło. 31 lipca 2012 został graczem Śląska Wrocław, którego barwy reprezentował przez pół roku. 19 lutego 2013 został piłkarzem Legii Warszawa. W barwach warszawskiego klubu zdobył cztery mistrzostwa i trzy Puchary Polski.
20 stycznia 2018 został wypożyczony na pół roku do Piasta Gliwice. Wraz z zakończeniem sezonu 2018/2019, po zdobyciu z Piastem Gliwice tytułu Mistrza Polski, powrócił do Legii Warszawa. 2 września 2019, tym razem na zasadzie transferu definitywnego, ponownie zasilił szeregi piłkarzy Piasta Gliwice.
1 lipca 2022 roku dołączył do Podbeskidzia Bielsko-Biała, z którym podpisał kontrakt obowiązujący do czerwca 2023 roku.

## Kariera reprezentacyjna

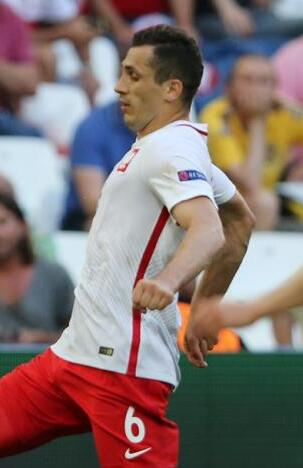
Jodłowiec w barwach reprezentacji Polski podczas ME 2016

Jodłowiec debiutował w polskiej kadrze 11 października 2008 w meczu eliminacyjnym Mistrzostw Świata 2010 z Czechami. Był jednak na boisku zaledwie dwie minuty, w doliczonym czasie gry. Zastąpił na boisku Rafała Murawskiego. 14 grudnia tego samego roku rozegrał swój pierwszy mecz w pełnym wymiarze, przeciwko Serbii. 9 czerwca 2011 w meczu towarzyskim przeciwko ekipie Francji strzelił gola samobójczego. Został powołany do kadry Polski na Euro 2012, ale trener Franciszek Smuda zrezygnował z niego, podobnie jak z Michała Kucharczyka i Kamila Glika.
5 listopada 2013 został powołany przez trenera reprezentacji Polski Adama Nawałkę na dwa mecze towarzyskie ze Słowacją i Irlandią. 12 maja 2016 został powołany przez selekcjonera Adama Nawałkę do szerokiej kadry na Mistrzostwa Europy 2016 we Francji. 30 maja 2016 Adam Nawałka oficjalnie powołał go do ścisłego składu na mistrzostwa Europy.
| Mecze i gole w reprezentacji | Mecze i gole w reprezentacji | Mecze i gole w reprezentacji | Mecze i gole w reprezentacji | Mecze i gole w reprezentacji | Mecze i gole w reprezentacji | Mecze i gole w reprezentacji         |
| Lp.                          | Data                         | Miasto                       | Przeciwnik                   | Gol                          | Wynik                        | Rozgrywki                            |
| ---------------------------- | ---------------------------- | ---------------------------- | ---------------------------- | ---------------------------- | ---------------------------- | ------------------------------------ |
| 1.                           | 11.10.2008                   | Chorzów                      | Czechy                       |                              | 2:1                          | el. MŚ 2010                          |
| 2.                           | 19.11.2008                   | Dublin                       | Irlandia                     |                              | 3:2                          | towarzyski                           |
| 3.                           | 14.12.2008                   | Kundu                        | Serbia                       |                              | 1:0                          | towarzyski                           |
| 4.                           | 07.02.2009                   | Faro                         | Litwa                        |                              | 1:1                          | towarzyski                           |
| 5.                           | 12.08.2009                   | Bydgoszcz                    | Grecja                       |                              | 2:0                          | towarzyski                           |
| 6.                           | 17.01.2010                   | Nakhon Ratchasima            | Dania                        |                              | 1:3                          | PKT 2010                             |
| 7.                           | 20.01.2010                   | Nakhon Ratchasima            | Tajlandia                    |                              | 3:1                          | PKT 2010                             |
| 8.                           | 23.01.2010                   | Nakhon Ratchasima            | Singapur                     |                              | 6:1                          | PKT 2010                             |
| 9.                           | 03.03.2010                   | Warszawa                     | Bułgaria                     |                              | 2:0                          | towarzyski                           |
| 10.                          | 29.05.2010                   | Kielce                       | Finlandia                    |                              | 0:0                          | towarzyski                           |
| 11.                          | 02.06.2010                   | Kufstein                     | Serbia                       |                              | 0:0                          | towarzyski                           |
| 12.                          | 08.06.2010                   | Murcja                       | Hiszpania                    |                              | 0:6                          | towarzyski                           |
| 13.                          | 17.11.2010                   | Poznań                       | Wybrzeże Kości Słoniowej     |                              | 3:1                          | towarzyski                           |
| 14.                          | 10.12.2010                   | Kundu                        | Bośnia i Hercegowina         |                              | 2:2                          | towarzyski                           |
| 15.                          | 25.03.2011                   | Kowno                        | Litwa                        |                              | 0:2                          | towarzyski                           |
| 16.                          | 29.03.2011                   | Pireus                       | Grecja                       |                              | 0:0                          | towarzyski                           |
| 17.                          | 05.06.2011                   | Warszawa                     | Argentyna                    |                              | 2:1                          | towarzyski                           |
| 18.                          | 09.06.2011                   | Warszawa                     | Francja                      | sam.                         | 0:1                          | towarzyski                           |
| 19.                          | 10.08.2011                   | Lubin                        | Gruzja                       |                              | 1:0                          | towarzyski                           |
| 20.                          | 02.09.2011                   | Warszawa                     | Meksyk                       |                              | 1:1                          | towarzyski                           |
| 21.                          | 07.10.2011                   | Seul                         | Korea Południowa             |                              | 2:2                          | towarzyski, (nieuznawany przez FIFA) |
| 22.                          | 11.10.2011                   | Wiesbaden                    | Białoruś                     |                              | 2:0                          | towarzyski                           |
| 23.                          | 15.11.2011                   | Poznań                       | Węgry                        |                              | 2:1                          | towarzyski                           |
| 24.                          | 16.12.2011                   | Kundu                        | Bośnia i Hercegowina         |                              | 1:0                          | towarzyski                           |
| 25.                          | 22.05.2012                   | Klagenfurt                   | Łotwa                        |                              | 1:0                          | towarzyski                           |
| 26.                          | 14.12.2012                   | Kundu                        | Macedonia                    |                              | 4:1                          | towarzyski                           |
| 27.                          | 02.02.2013                   | Malaga                       | Rumunia                      |                              | 4:1                          | towarzyski, (nieuznawany przez FIFA) |
| 28.                          | 15.11.2013                   | Wrocław                      | Słowacja                     |                              | 0:2                          | towarzyski                           |
| 29.                          | 19.11.2013                   | Poznań                       | Irlandia                     |                              | 0:0                          | towarzyski                           |
| 30.                          | 18.01.2014                   | Abu Zabi                     | Norwegia                     |                              | 3:0                          | towarzyski                           |
| 31.                          | 20.01.2014                   | Abu Zabi                     | Mołdawia                     |                              | 1:0                          | towarzyski                           |
| 32.                          | 05.03.2014                   | Warszawa                     | Szkocja                      |                              | 0:1                          | towarzyski                           |
| 33.                          | 11.10.2014                   | Warszawa                     | Niemcy                       |                              | 2:0                          | el. ME 2016                          |
| 34.                          | 14.11.2014                   | Tbilisi                      | Gruzja                       |                              | 4:0                          | el. ME 2016                          |
| 35.                          | 18.11.2014                   | Wrocław                      | Szwajcaria                   |                              | 2:2                          | towarzyski                           |
| 36.                          | 29.03.2015                   | Dublin                       | Irlandia                     |                              | 1:1                          | el. ME 2016                          |
| 37.                          | 13.06.2015                   | Warszawa                     | Gruzja                       |                              | 4:0                          | el. ME 2016                          |
| 38.                          | 04.09.2015                   | Frankfurt nad Menem          | Niemcy                       |                              | 1:3                          | el. ME 2016                          |
| 39.                          | 08.10.2015                   | Glasgow                      | Szkocja                      |                              | 2:2                          | el. ME 2016                          |
| 40.                          | 17.11.2015                   | Wrocław                      | Czechy                       | Gol                          | 3:1                          | towarzyski                           |
| 41.                          | 23.03.2016                   | Poznań                       | Serbia                       |                              | 1:0                          | towarzyski                           |
| 42.                          | 26.03.2016                   | Wrocław                      | Finlandia                    |                              | 5:0                          | towarzyski                           |
| 43.                          | 01.06.2016                   | Gdańsk                       | Holandia                     |                              | 1:2                          | towarzyski                           |
| 44.                          | 06.06.2016                   | Kraków                       | Litwa                        |                              | 0:0                          | towarzyski                           |
| 45.                          | 12.06.2016                   | Nicea                        | Irlandia Północna            |                              | 1:0                          | ME 2016                              |
| 46.                          | 16.06.2016                   | Saint-Denis                  | Niemcy                       |                              | 0:0                          | ME 2016                              |
| 47.                          | 21.06.2016                   | Marsylia                     | Ukraina                      |                              | 1:0                          | ME 2016                              |
| 48.                          | 25.06.2016                   | Saint-Étienne                | Szwajcaria                   |                              | 1:1 (k. 5:4)                 | ME 2016                              |
| 49.                          | 30.06.2016                   | Marsylia                     | Portugalia                   |                              | 1:1 (k. 3:5)                 | ME 2016                              |

## Sukcesy

### Dyskobolia Grodzisk Wielkopolski
- Puchar Polski: 2006/2007

### Legia Warszawa
- Mistrzostwo Polski: 2012/2013, 2013/2014, 2015/2016, 2016/2017, 2017/2018
- Puchar Polski: 2012/2013, 2014/2015, 2015/2016, 2017/2018

### Piast Gliwice
- Mistrzostwo Polski: 2018/19